# パレスチナ (コミック)
『パレスチナ』（英: Palestine）はジョー・サッコによるグラフィックノベル作品。作者が1991年12月から1992年1月までヨルダン川西岸地区とガザ地区で行った取材に基づくノンフィクションである。パレスチナ人が総体として、また個人として経験してきた歴史と現在の窮状が重点的に描かれている。

## 刊行史
2001年にファンタグラフィックス・ブックスから刊行された全1巻の完全版は、1993年から1995年まで同社から刊行されていたコミックブックシリーズ『パレスチナ』全9号を収録し、エドワード・サイードによる序文を付けたものである。1996年には同じくファンタグラフィックスから全2巻の分冊版が刊行されている（Palestine, a Nation Occupied（コミックブック第1-5号収録）および Palestine: In the Gaza Strip（第6-9号収録））。また2007年には、スケッチや写真が収録された増補版が刊行された。
2007年4月、小野耕世の翻訳による日本語版がいそっぷ社から刊行された。アメリカ国外では19か国目の刊行だった。

## あらすじ
本書では主に1991年末から1992年初頭にかけた2か月の出来事が描かれており、時おり挟まれるフラッシュバックでは、アラブ人の追放や第1次インティファーダの始まり、湾岸戦争、そのほか直近に起こった事件が語られる。この期間、パレスチナ人に交じってヨルダン川西岸地区とガザ地区で過ごしたサッコは、占領地の暮らしを細部のディテールに至るまで伝えることで、パレスチナ人の日々の忍苦と屈辱、やり場のない怒りを描き出した。
物語は時系列で構成されており、サッコがイスラエルとその占領地（en:Israeli-occupied territories）に向かってから滞在終了までに出会ったドラマチックな出来事が続けて語られるほか、数は少ないが歴史的背景や作者の個人的背景にも筆が割かれる。作者がパレスチナ人にインタビューする場面が多く、そこで語られる出来事は絵としても表現されるが、叙述は必ず対話の形で行われる。
占領地のいたるところで見られる困窮と不衛生が、ときにページ全面にわたる大ゴマで描かれる。全編を通しての語り手はサッコだが、ときには脇に回り、口を挟まず解釈も交えずに他の登場人物に語らせる。ほとんどのコマはサッコを含む人物と背景を側面から描いたものだが、作者の一人称視点で描かれることもある。また難民キャンプなどの情景を鳥瞰で描いたコマもある。広角レンズのように人物の顔や体の一部を大きく誇張して描くダイナミックな表現がしばしば使われる。作者サッコのキャラクターはグロテスクなほどディフォルメされ、自意識や周囲との距離感を表現している。
『パレスチナ』の作中、サッコはセンセーショナルな出来事を求めて中東を訪れた西洋人ジャーナリストという自らの立ち位置を強調する。「コミックがヒットするには衝突が起こってもらわなきゃ。和やかムードじゃ家賃も払えやしない」サッコは「中立」の観察者ではあるが、不可視の存在として周囲の出来事に干渉せずにいる振りはせず、むしろ自身の役割を認めた上で、パレスチナの状況を個人的にどう受け止めるかに焦点を合わせている。サッコの目的がパレスチナの出来事を記録し現地人にインタビューするためであっても、占領地の現実の中に入っていけば、デモ、葬儀、道路封鎖、あるいは周囲の兵士たちと関わり合わざるを得ず、自分の思いを述べずにはいられない。終盤にはさらに能動的になり、インタビュー対象のパレスチナ人と食べ物や寝床を分け合ったり、ガザではともに夜間外出禁止令を破ることさえする。
サッコはジョゼフ・コンラッドの『西欧人の眼に (Under Western Eyes)』とエドワード・サイードの『オリエンタリズム』を引用して自分が目にした状況を植民地主義と結びつけている。最終章でイスラエル人から自分たちの観点も取材するよう迫られると、それまでの人生ですでにイスラエルの観点を内面化してしまったと述べ、イスラエルを完全に理解するにはこの地を再訪する必要があるかもしれないが、今はそのために来たわけではないと答えている。
本作の最後のシーンでは、サッコを載せたバスがパレスチナ人の難民キャンプを避けながらイスラエルを去るさまが淡々と描写される。物語的な幕切れはそこにない。サイードは序文でこう語っている。「サッコの作品は、私たちが耐えきれずに、キャッチ・フレーズや嘆かわしくも見えすいた勝利と充足の物語に傾いていくことがないようにしてくれる。そしてこれこそが、恐らく彼の最大の功績なのである」

## 評価
1996年、分冊版の『パレスチナ』がコロンブス以前財団によるアメリカン・ブック・アワードを受賞した。1999年、『パレスチナ』と同じくファンタグラフィックスから刊行されている書評誌『コミックス・ジャーナル』は、20世紀を通じて英語で刊行されたコミックのランキングで同作を第27位に挙げた。

## 関連文献
- Gadassik, Alla and Sarah Henstra. "Comics (as) Journalism: Teaching Joe Sacco's Palestine to Media Students," in Teaching Comics and Graphic Narratives (Jefferson, N.C.: McFarland & Company, 2012), pp. 243-259.
- Stack, Frank. "Pilgrimage: Palestine #1-5," The Comics Journal #166 (Feb. 1994), pp. 51-53.
- Woo, Benjamin. "Reconsidering Comics Journalism : Information and Experience in Joe Sacco's Palestine," The Rise and Reason of Comics and Graphic Literature (Jefferson, NC: McFarland & Co., 2010), pp. 166-177.